# Sammetssopp
Sammetssopp användes tidigare för att beteckna vad som betraktades som arten Boletus subtomentosus. Senare tiders molekylärgenetiska forskning har visat att denna utgör  ett artkomplex (som inte längre ens tillhör släktet Boletus). Enligt Thomas Rödig representeras denna så kallade "sammetssopp" Xerocomus subtomentosus sensu lato av arterna:
|  | Xerocomus silwoodensis (Ny art beskriven 2007 från England, ej funnen i Sverige.)                                                          |
|  | |
|  | \| \| Xerocomus ferrugineus \| \| \| \| \| \| "Xerocomus spadiceus" (Nordamerikanskt taxon, ofta inbegripet i X. ferrugineus.) \| \| \| \| |
|  | |
|  | Xerocomus ferrugineus |
|  | |
|  | "Xerocomus spadiceus" (Nordamerikanskt taxon, ofta inbegripet i X. ferrugineus.)                                                           |
|  | |

|  | Xerocomus ferrugineus                                                            |
|  |                                                                                  |
|  | "Xerocomus spadiceus" (Nordamerikanskt taxon, ofta inbegripet i X. ferrugineus.) |
|  |                                                                                  |

|  | Xerocomus silwoodensis (Ny art beskriven 2007 från England, ej funnen i Sverige.)                                                          |
|  | |
|  | \| \| Xerocomus ferrugineus \| \| \| \| \| \| "Xerocomus spadiceus" (Nordamerikanskt taxon, ofta inbegripet i X. ferrugineus.) \| \| \| \| |
|  | |
|  | Xerocomus ferrugineus |
|  | |
|  | "Xerocomus spadiceus" (Nordamerikanskt taxon, ofta inbegripet i X. ferrugineus.)                                                           |
|  | |

|  | Xerocomus ferrugineus                                                            |
|  |                                                                                  |
|  | "Xerocomus spadiceus" (Nordamerikanskt taxon, ofta inbegripet i X. ferrugineus.) |
|  |                                                                                  |

|  | Xerocomus silwoodensis (Ny art beskriven 2007 från England, ej funnen i Sverige.)                                                          |
|  | |
|  | \| \| Xerocomus ferrugineus \| \| \| \| \| \| "Xerocomus spadiceus" (Nordamerikanskt taxon, ofta inbegripet i X. ferrugineus.) \| \| \| \| |
|  | |
|  | Xerocomus ferrugineus |
|  | |
|  | "Xerocomus spadiceus" (Nordamerikanskt taxon, ofta inbegripet i X. ferrugineus.)                                                           |
|  | |

|  | Xerocomus ferrugineus                                                            |
|  |                                                                                  |
|  | "Xerocomus spadiceus" (Nordamerikanskt taxon, ofta inbegripet i X. ferrugineus.) |
|  |                                                                                  |

|  | Xerocomus silwoodensis (Ny art beskriven 2007 från England, ej funnen i Sverige.)                                                          |
|  | |
|  | \| \| Xerocomus ferrugineus \| \| \| \| \| \| "Xerocomus spadiceus" (Nordamerikanskt taxon, ofta inbegripet i X. ferrugineus.) \| \| \| \| |
|  | |
|  | Xerocomus ferrugineus |
|  | |
|  | "Xerocomus spadiceus" (Nordamerikanskt taxon, ofta inbegripet i X. ferrugineus.)                                                           |
|  | |

|  | Xerocomus ferrugineus                                                            |
|  |                                                                                  |
|  | "Xerocomus spadiceus" (Nordamerikanskt taxon, ofta inbegripet i X. ferrugineus.) |
|  |                                                                                  |

De tre "sammetssopparna" som förekommer i Norden är mycket lika. Den viktigaste skillnaden är mycelet vid fotbasen som är guldgult hos X. chrysonema, gulaktigt hos X. ferrugineus och vitaktigt hos X. subtomentosus. Köttet är också vitt till vitaktgt hos X. ferrugineus, gulaktigt till gult hos de båda övriga.
Av samma skäl är "sammetssoppar" (Xerocomus s.lat.; enligt Dyntaxa) idag en samlingsbeteckning som innefattar släktena Xerocomus och Xerocomellus. (Även släktena Phylloporus, Hemileccinum och Pseudoboletus kan inbegripas i Xerocomus s.lat. beroende på auktor.)
Ingen av dessa samlingsbeteckningar/kollektivtaxa har idag något taxonomiskt värde.